# LDU Quito
Liga Deportiva Universitaria (Quito) (kortweg LDU Quito), is een voetbalclub uit Ecuador. De naam van de club wordt vaak afgekort tot Liga de Quito om een onderscheid te maken met andere clubs die het voorzetsel Liga Deportiva Universitaria dragen. Het thuistenue is geheel wit, waar ze hun bijnaam Albos (Witten) aan danken. LDU Quito is naast Boca Juniors, Independiente, River Plate, Internacional en São Paulo, een van de zes Zuid-Amerikaanse clubs die de continentale treble (CONMEBOL Libertadores, CONMEBOL Sudamericana, CONMEBOL Recopa) won. LDU Quito is de enige club dat alle drie de genoemde bekers achter elkaar won tussen de jaren 2008 en 2010. LDU Quito werd hierdoor verkozen tot Beste Zuid-Amerikaanse Team van 2008 en 2009.

## Geschiedenis
Al in 1918 werd er door studenten van de Universidad Central de Quito een sportvereniging opgericht. Op 13 januari 1930 kreeg deze vereniging officieel vorm onder de naam Liga Deportiva Universitaria Quito. De eerste aansprekende successen werden gehaald in de jaren vijftig en zestig toen enkele malen het kampioenschap van de provincie Pichincha werd gewonnen, maar de eerste echte landelijke successen volgden in de periode 1969-1976. In deze periode werd LDU Quito driemaal landskampioen en wisten ze de halve finale van de CONMEBOL Libertadores te bereiken. De club moest vervolgens lange tijd wachten op een nieuw succes, maar in 1990 wist het opnieuw landskampioen te worden.
De laatste jaren is LDU Quito een van de toonaangevende clubs in het Ecuadoraanse voetbal, wisten ze meerdere landstitels te winnen en werd in 2004 de halve finale van de CONMEBOL Sudamericana bereikt. In 2008 won de ploeg onder leiding van Argentijn Edgardo Bauza verrassend de CONMEBOL Libertadores. In de finale werd gewonnen van het Braziliaanse Fluminense. Het doorbrak hiermee de Braziliaanse en Argentijnse hegonomie in dit toernooi. Door het winnen van de CONMEBOL Libertadores mocht LDU Quito in 2008 meedoen aan het FIFA WK voor clubs. In de halve finale wist LDU Quito met 2–0 te winnen van het Mexicaanse Pachuca, maar in de finale was Manchester United met een doelpunt van Wayne Rooney te sterk.
De goede lijn van LDU Quito werd doorgezet in 2009. In juni van dat jaar werd de CONMEBOL Recopa, een wedstrijd tussen de winnaar van de CONMEBOL Libertadores en de winnaar van de CONMEBOL Sudamericana, gewonnen. Er werd over twee wedstrijden gewonnen van het Braziliaanse Internacional. In december 2009 werd ook de CONMEBOL Sudamericana aan de erelijst toegevoegd. Er werd over twee wedstrijden gewonnen van het Braziliaanse Fluminense. In september 2010 werd opnieuw de CONMEBOL Recopa gewonnen, nadat het Argentijnse Estudiantes over twee wedstrijden werd verslagen.
In oktober 2023 won LDU Quito opnieuw een finale van de CONMEBOL Sudamericana, nadat een strafschoppenreeks met een 1-1 stand in reguliere speeltijd en verlenging werd gewonnen van Fortaleza.

## Erelijst
| Continentaal                               |     |                                                                                |
| CONMEBOL Libertadores                      | 1x  | 2008                                                                           |
| CONMEBOL Sudamericana                      | 2x  | 2009, 2023                                                                     |
| CONMEBOL Recopa                            | 2x  | 2009, 2010                                                                     |
| Nationaal                                  |     |                                                                                |
| Serie A                                    | 13x | 1969, 1974, 1975, 1990, 1998, 1999, 2003, 2005-A, 2007, 2010, 2018, 2023, 2024 |
| Copa Ecuador                               | 1x  | 2019                                                                           |
| Supercopa Ecuador                          | 3x  | 2020, 2021, 2025                                                               |
| Regionaal                                  |     |                                                                                |
| Campeonato Amateur del Fútbol de Pichincha | 3x  | 1932, 1952, 1953                                                               |
| Campeonato Professional Interandino        | 6x  | 1954, 1958, 1960, 1961, 1966, 1967                                             |

## Stadion
LDU Quito speelt zijn thuiswedstrijden in het Estadio Rodrigo Paz Delgado ("Het Witte Huis", wat refereert aan de clubkleur). Dit stadion werd in 1997 in gebruik genomen en is een van de grootste en modernste stadions in Ecuador. Het stadion is gelegen in het noorden van de stad Quito en biedt plaats aan 41.575 toeschouwers. Voordat La Casa Blanca in gebruik werd genomen speelde LDU Quito, net als Deportivo Quito en El Nacional, in het Estadio Olímpico Atahualpa.

## Bekende (oud-)spelers
- Álex Aguinaga
- Paul Ambrosi
- Luis Capurro
- José Cevallos
- Ulises de la Cruz
- Agustín Delgado
- Giovanny Espinoza

- Jacinto Espinoza
- Eduardo Hurtado
- Christian Lara
- Edison Méndez
- Cristian Mora
- Alfonso Obregón
- Roberto Palacios

- Neicer Reasco
- Franklin Salas
- Carlos Tenorio
- Patricio Urrutia
- Antonio Valencia
- José Valencia
- Enrique Vera
- Eduardo Vilarete

## Kampioensteams
- 1969 — Yamandú Solimando, César Muñoz, Eduardo Zambrano, Iván Noboa, Ramiro Tobar, Jorge Tapia, Santiago Alé, Marco Moreno, Carlos Ríos, Francisco Bertocchi, Armando Larrea, Richard Poole, Joffre Perera, Patricio Pintado, Miguel Salazar, Milton Pazmiño , Hugo Cabrera, Roberto Sussman, César Mantilla en Enrique Portilla.
- 1974 — Adolfo Bolaños, Washington Guevara, Luis de Carlos, Patricio Maldonado, Marco Moreno, Ramiro Tobar, Juan Rivadeneira, Oscar Zubía, Jorge Tapia, Gustavo Tapia, Ramiro Aguirre, Walter Maesso, Carita Gomez, Roberto Sussman, Hernán Vaca en Ramiro del Pozo.
- 1975 — Walter Maesso, Marco Moreno, Luis de Carlos, Patricio Maldonado, Fernando Villena, Roberto Sussman, Carita Gómez, Ramiro Aguirre, Polo Carrera, Juan José Pérez, Óscar Zubía, Juan Rivadeneira, Hernán Vaca, Washington Guevara, Humboldt de la Torre, Jorge Tapia, Gustavo Tapia, Adolfo Bolaños, Segundo Paz y Miño, Ramiro del Pozo, José Bucheli, Iván Noboa en Fernando Valdiviezo.
- 1990 — Patricio Gallardo, Danilo Samaniego, César Mina, Hans Ortega, Eduardo Zambrano, Carlos Páez, Hernán Castillo, Juan Guamán, Carlos Ernesto Berrueta, Hugo Vilchez, Mauricio Argüello, Pietro Marsetti, Enrique Saravia en Pedro Salvador.
- 1998 — Jacinto Espinoza, Ulises de la Cruz, Byron Tenorio, Santiago Jácome, Neicer Reasco, Nixon Carcelén, Luis González, Eladio Rojas, Álex Escobar, Eduardo Hurtado, Carlos María Morales, Juan Guamán, Patricio Hurtado, Alfonso Obregón, Danilo Samaniego, Hjalmar Zambrano, Pedro Salvador, Luis Capurro en Paúl Guevara.
- 1999 — Jacinto Espinoza, Neicer Reasco, Santiago Jácome, Byron Tenorio, Luis Capurro, Nixon Carcelén, Alfonso Obregón, Juan Guamán, Álex Escobar, Eduardo Hurtado, Patricio Hurtado, Ezequiel Maggiolo, Óscar Insurralde, Paúl Guevara, Ricardo Pérez, Ulises de la Cruz en Sergio Alcaraz.
- 2003 — Jacinto Espinoza, Santiago Jácome, Carlos Espínola, Giovanny Espinoza, Neicer Reasco, Alfonso Obregón, Patricio Urrutia, Álex Escobar, Paul Ambrosi, Virgilio Ferreyra, Franklin Salas, Edwin Ramírez, Luis González, Nixon Carcelén, Virgilio Ferreira, Luis Bertoni Zambrano, Martín Ojeda, Geovanny Cumbicus en Darío Chalá.
- 2005 (A) — Cristian Mora, Giovanny Espinoza, Carlos Espínola, Neicer Reasco, Paul Ambrossi, Patricio Urrutia, Gabriel García, Édison Méndez, Álex Aguinaga, Ariel Graziani, Roberto Palacios, Franklin Salas, Alfonso Obregón, Luis Gómez, Álex Escobar, Elkin Murillo, Jayro Campos en Luis Garcés.
- 2007 — Alexander Domínguez, Jayro Campos, Norberto Araujo, Renán Calle, Patricio Urrutia, Joffre Guerrón, Enrique Vera, Luis Bolaños, Israel Chango, Cristian Lara, Luis Miguel Escalada, Damián Manzo, Alfonso Obregón, Paul Ambrossi, Franklin Salas, Santiago Jácome, Pedro Larrea, Diego Calderón en Cristian Mora.
- 2010 — José Cevallos, Neicer Reasco, Jorge Guagua, Norberto Araujo, Diego Calderón, Marlon Ganchoso, Patricio Urrutia, Ulises de la Cruz, William Araujo, Juan Manuel Salgueiro, Carlos Luna, Walter Calderón, José Valencia, Miler Bolaños, Alexander Domínguez, Hernán Barcos, Renán Calle, Cristian Lara, Carlos Espínola en Ángel Cheme.

## Trainers vanaf 2007
- Edgardo Bauza (2007–2008)
- Jorge Fossati (2009)
- Edgardo Bauza (2010–2013)
- Luis Zubeldía (2014–2015)
- Claudio Borghi (2016)
- Rodrigo Guerrero (2016)
- Álvaro Gutiérrez (2016)
- Danilo Ríos (2016)
- Álex Aguinaga (2016)
- Gustavo Munúa (2017)
- Franklin Salas (2017)
- Pablo Repetto (2017–2021)
- Gabriel Di Nola (2021)
- Pablo Marini (2021–)

América de Quito · 
Aucas ·
Barcelona ·
Delfín ·
Deportivo Cuenca ·
Deportivo Macará ·
Fuerza Amarilla · 
Guayaquil City · 
Mushuc Runa	· 
El Nacional · 
Emelec ·
Independiente del Valle ·
Olmedo · 
LDU Quito ·
Técnico Universitario ·
Universidad Católica